# Stanko Vodička
Desátník-aspirant Stanislav Vodička (častěji užíváno Stanko Vodička; 4. května 1895 Lobzy – 29. května 1918 Rumburk) byl telegrafista a básník, voják rakouské císařské armády českého původu, který spolu s Františkem Nohou a Vojtěchem Kovářem stanul ve vedení tzv. Rumburské vzpoury. Po jejím potlačení byl o osm dnů později s dalšími odsouzen vojenským soudem a popraven.

## Život

### Mládí
Narodil se v obci Lobzy (později součást Plzně) do rodiny dělníka smaltovny Josefa Vodičky, měl šest dalších sourozenců. Otec byl pro organizaci socialistické stávky na 1. máje toho roku z továrny propuštěn a živil se jako drobný živnostník. Po smrti matky roku 1910 převzala péči o sourozence nejstarší sestra Terezie. Stanko Vodička absolvoval obecnou smíšenou školu v Lobzích, dále II. českou státní reálku v Plzni, kde odmaturoval roku 1914. Pod vlivem svého učitele chemie Felixe Vondrušky odešel studovat chemii na pražskou polytechniku do Prahy, po několika týdnech se však vrátil zpět do Plzně bez prostředků a znechucený studiem v atmosféře právě začínající první světové války.
Profesor Vondruška také podněcoval Stankův zájem o českou národní myšlenku: Vodička vstoupil do Jednoty bratrské, zajímal se též o historii husitství a evangelického učení. Již od střední školy tvořil také básně. Z přesvědčení se chtěl vyhnout povolání do armády, na radu Vondrušky tedy absolvoval telegrafický kurz a byl zařazen jako poštovní úředník na Nádraží císaře Františka Josefa v Plzni.

### Vstup do armády
Po dvou letech se pak rozhodl 28. září 1916 dobrovolně narukovat s úmyslem zběhnout na východní frontě do ruského zajetí. Zařazen do stejné jednotky s krajany z Plzeňska dokončil základní výcvik u o týden později v Rumburku a jako součást 7. střeleckého pluku, 24. pochodové setniny se přesunul do Mukačeva, následně se účastnil bojů u Stanislavi. Přejít do zajetí se mu na frontě nepodařilo, začátkem roku 1917 pak onemocněl těžkým plicním katarem a 16. března byl převezen do Rumburku. Léčil se pak na několika místech v Čechách, mj. v Trhanově u Domažlic. Během nemoci nadále psal básně.
Neustále jej trápil hlad, pro lepší zajištění nastoupil Stanko Vodička 4. ledna 1918 na důstojnickou školu do Jablonce nad Nisou, kterou úspěšně zakončil po dvou měsících a stal se čekatelem na povýšení do nejnižší důstojnické hodnosti podporučíka. Vrátil se ke své jednotce do Rumburku.

### Rumburská vzpoura
Dne 21. května ráno přišel Stanko Vodička požádat na rumburské praporové velitelství o dovolenou, aby mohl odjet do Lobez navštívit rodinu a svou přítelkyni Annu Vítovou do nedalekého Koterova. Ve stejnou dobu ale v prvních minutách Rumburské vzpoury budovu obsadila vzbouřenecká skupina vojáků 7. střeleckého pluku pod vedením Františka Nohy, složená především z tzv. hajmkamrů (mužů, kteří se vrátili z fronty, často z ruského zajetí a často již pod vlivem myšlenek bolševismu), kteří již nebyli ochotni snášet nuzné podmínky v armádě, které se nadále zhoršovaly. Vodička se k nim na základě nastalé situace a svých postojů rozhodl přidat, čímž se ve své aspirantské pozici stal de facto jediným důstojníkem, který se ke vzbouřencům připojil.
Od začátku akce byl Vodička aktivním velitelem a organizátorem celé operace, do které navíc vnesl rozměr boje za myšlenku české nezávislosti. Bylo rozhodnuto, že zatímco část revoltujícího pluku obsadí Rumburk, Stanko Vodička a František Noha povedou oddíl, který v nedalekém Horním Jindřichově měl pro vzpouru získat mužstvo zde umístěné kulometné setniny. Spoléhali též, že se ke vzpouře připojí také vojáci královéhradeckého 18. pěšího pluku umístěného v České Lípě a povstání se nadále zvrhne v revoluci v celých Čechách. Povstalcům se podařilo obsadit Hajmu (pozdější Nový Bor), následně však stihl dorazit 18. pěší pluk a město obklíčil. Obě skupiny se k sobě přiblížily pod Chotovickým vrchem, Stanko Vodička vyrazil k loajálním oddílům s bílým šátkem, namísto vyjednávání byla však zahájena střelba. Řada vzbouřenců se před několikanásobnou přesilou dala na útěk, samotný Vodička měl pak při pohledu na hroutící se povstání své druhy k zastavení palby, aby se zabránilo zbytečným obětem, a spolu s nimi se pak dobrovolně vzdal.

### Soud a poprava

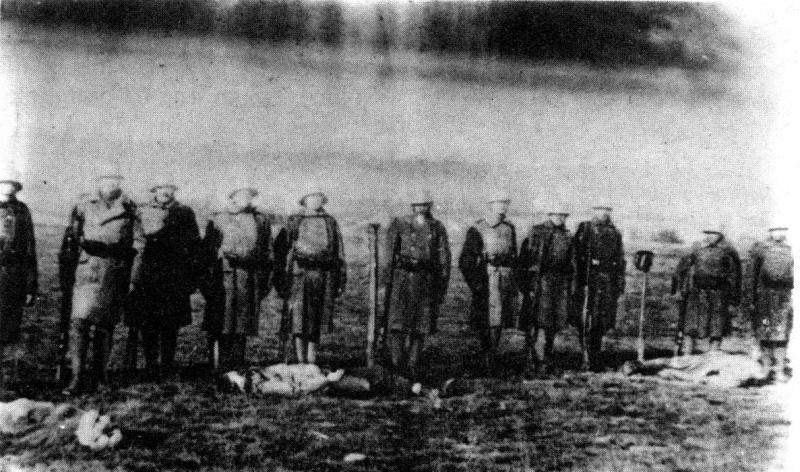
Poprava Stanko Vodičky, Františka Nohy a Vojtěcha Kováře

Ve vězení Stanka navštívila ještě před vynesením rozsudku sestra Terezie. Vojenský soud v Novém Boru určil Stanislava Vodičku, Františka Nohu a Vojtěcha Kováře za hlavní vůdce vzpoury. Dne 29. května 1918 v časných ranních hodinách byli na sportovním hřišti u místního hřbitova všichni tři zastřeleni. Vodička před popravou odmítl pásku přes oči se slovy, že ví, co udělal a proč to udělal. Popravu vykonali vojáci ze salcburského 59. pěšího regimentu, ostatky zastřelených byly uloženy na novoborském vojenském hřbitově.
Stanným soudem v Rumburku a Novém Boru byli k trestu smrti odsouzeni také Jakub Bernard, Jiří Kovářík, Jakub Nejdl, František Pour, Jan Pelnář, Antonín Šťastný a Jindřich Švehla; ti byli popraveni zastřelením 29. května večer. Dalších přibližně 600 účastníků akce bylo buď posláno na frontu, nebo uvězněno v terezínské pevnosti.

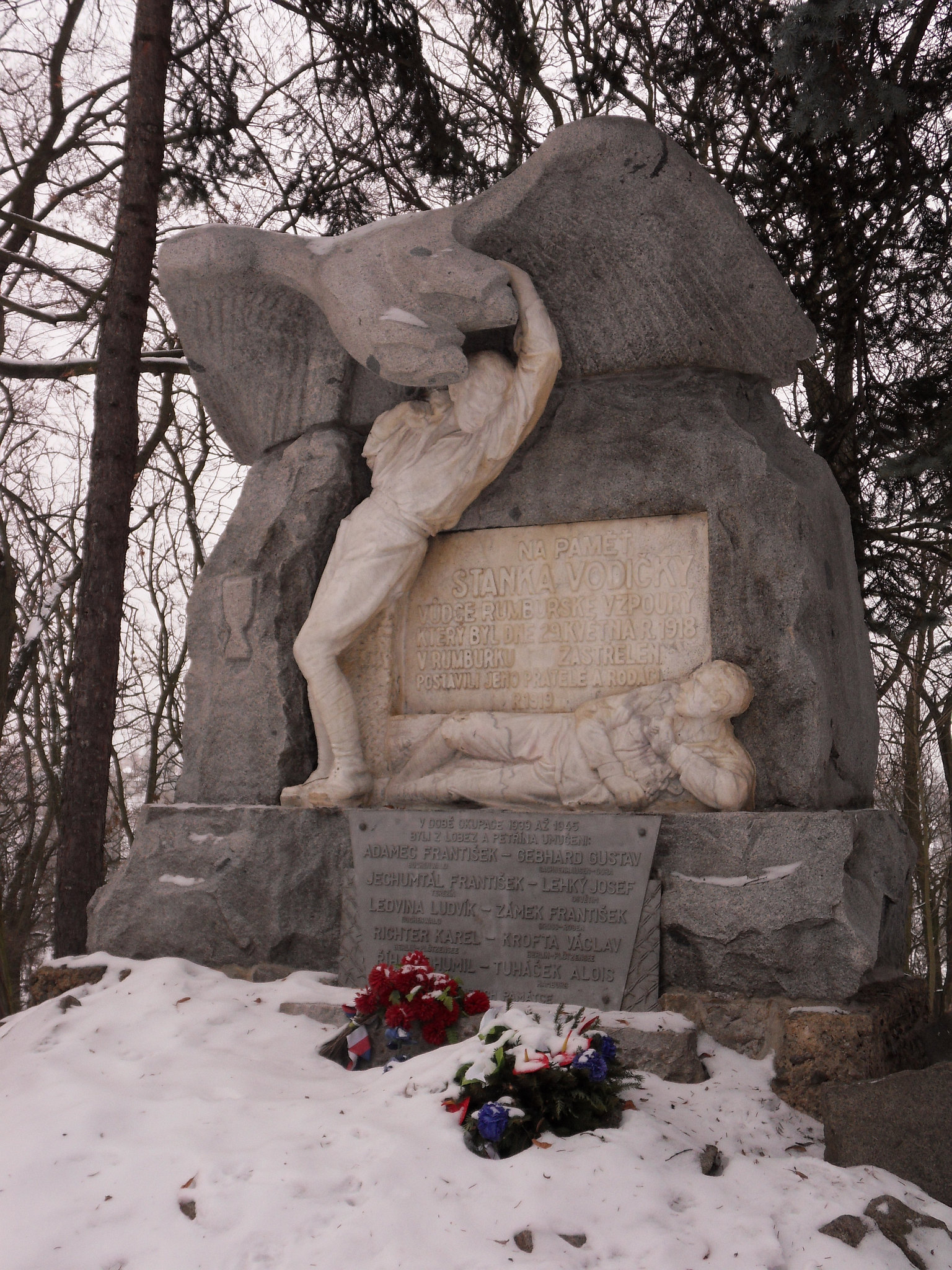
Pomník Stanko Vodičky a obětí Rumburské vzpoury v Plzni–Lobzích

### Po vzniku Československa
Po vyhlášení samostatného Československa 28. října 1918 byli uvěznění vzbouřenci propuštěni a popravení začali být připomínáni jako národní hrdinové. Těla popravených byla exhumována a pohřbena v důstojných hrobech na jiných místech. Stanko Vodička byl uložen do rodinného hrobu na hřbitově u svatého Jiří v Plzni-Doubravce.
Roku 1919 byl z iniciativy profesora Felixe Vondrušky zbudován nedaleko lobezské školy, kterou Vodička navštěvoval, monumentální pomník s Vodičkovou podobiznou zpracovaný plzeňským sochařem Vojtěchem Šípem.

### V umění
Roku 1928 vznikla jako připomínka desátého výročí vzpoury divadelní hra Stanko Vodička, vůdce rumburských rebelů od herečky a ředitelky kladenského divadla Božy Vodičkové-Olšovské. Václav Kaplický se v roce 1957 věnoval tomuto tématu v knize Rumburské povídky. Roku 1964 byl na motivy Rumburské vzpoury natočen film Hvězda zvaná Pelyněk režiséra Martina Friče a scenáristy Jiřího Procházky, postavu Stanka Vodičky zde ztvárnil herec Radoslav Brzobohatý.

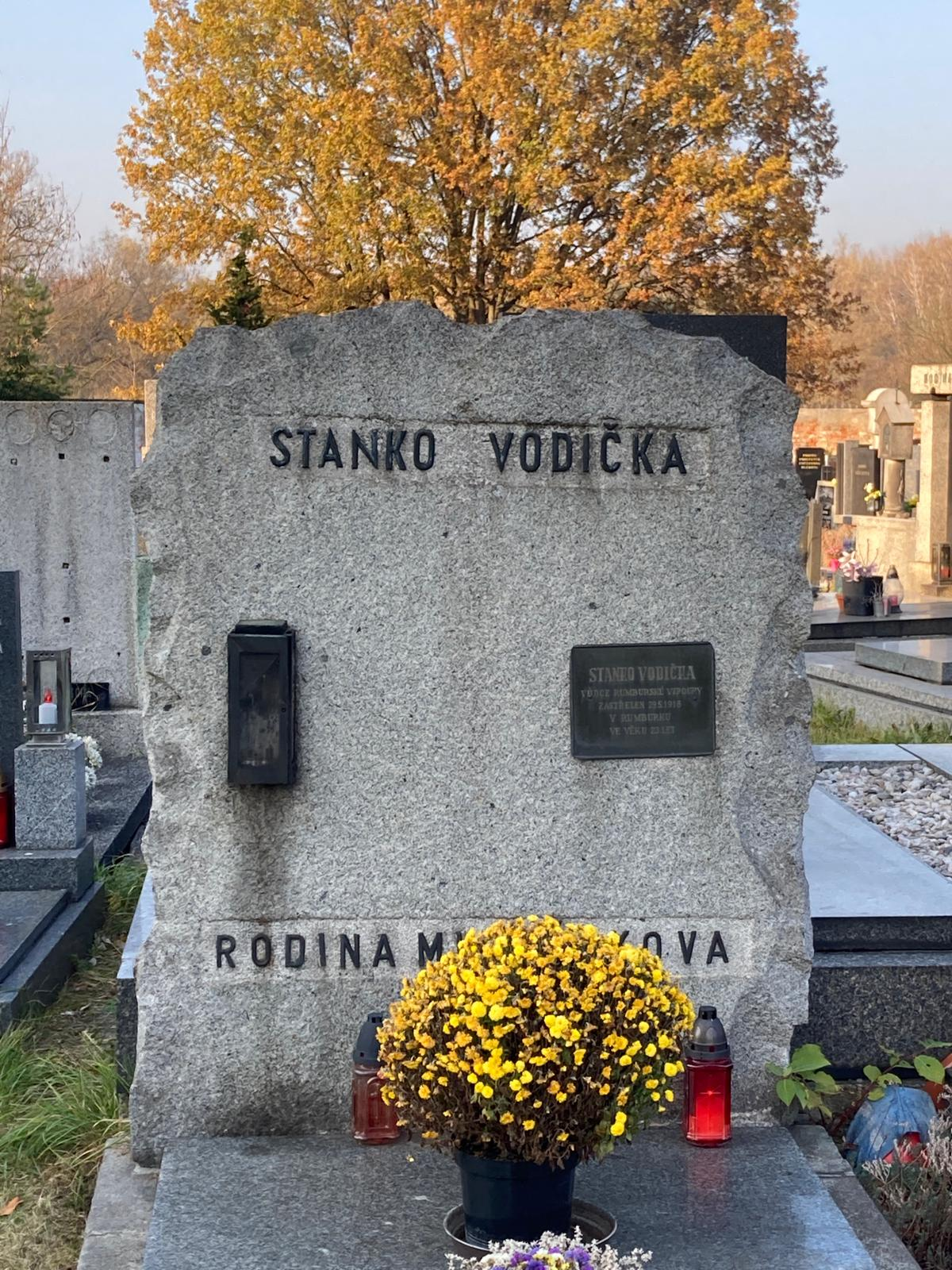
Hrobka rodiny Stanka Vodičky na hřbitově u svatého Jiří v Plzni

V Plzni–Slovanech a Rumburku po něm byly pojmenovány ulice Stanko Vodičky.